# Guido Broscheit

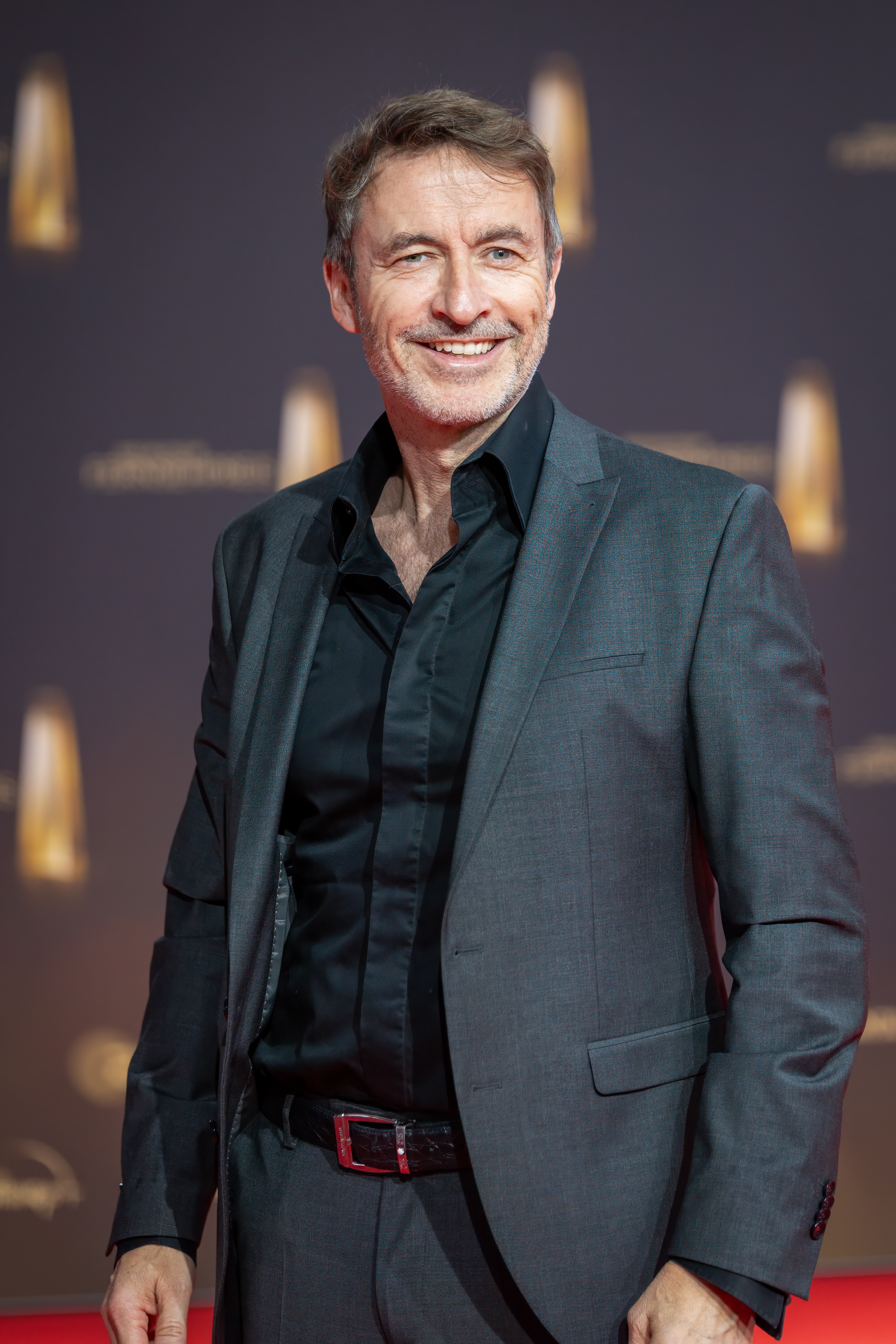
Guido Broscheit 2024 beim Deutschen Fernsehpreis

Guido Broscheit (* 1. Mai 1968 in Düren) ist ein deutscher Schauspieler und Filmproduzent.

## Leben
Guido Broscheit legte 1987 sein Abitur am Freiherr-vom-Stein-Gymnasium in Kleve ab. Er studierte Rechtswissenschaften in Münster und Lausanne und ist seit 1998 zugelassener Rechtsanwalt. Bevor er sich ganz der Schauspielerei widmete, war er bis 2006 als Rechtsanwalt tätig. Seine Schwerpunkte waren Medienrecht und Vertragsrecht.
Von 2002 bis 2005 war er neben seiner Anwaltstätigkeit in über 200 Folgen als Strafverteidiger in der Gerichtsshow Das Strafgericht zu sehen. Außerdem hatte er diverse Aufträge als Werbedarsteller u. a. für Wrigley’s, Audi, Mercedes, Radeberger, Merci und Deutsche Bank.

Er besuchte seit 2006 mehrere Schauspielworkshops und Camera Acting-Seminare, unter anderem in Berlin. Sein Filmdebüt hatte Broscheit 2007 mit dem Kinofilm Die Dinge zwischen uns, der 2008 im Rahmen der Berlinale zu sehen war. Es folgten Kinorollen, u. a. mit Hape Kerkeling in Isch kandidiere und Relativitätstheorie der Liebe, u. a. mit Katja Riemann und Olli Dittrich, sowie die Fernsehfilme Die Hitzewelle (2007) und Zurück zum Glück (2010). In der tragikomischen Filmkomödie Zurück zum Glück spielte er den erfolgreichen Architekten Hauke, einen ehemaligen Klassenkameraden der weiblichen Hauptrolle.

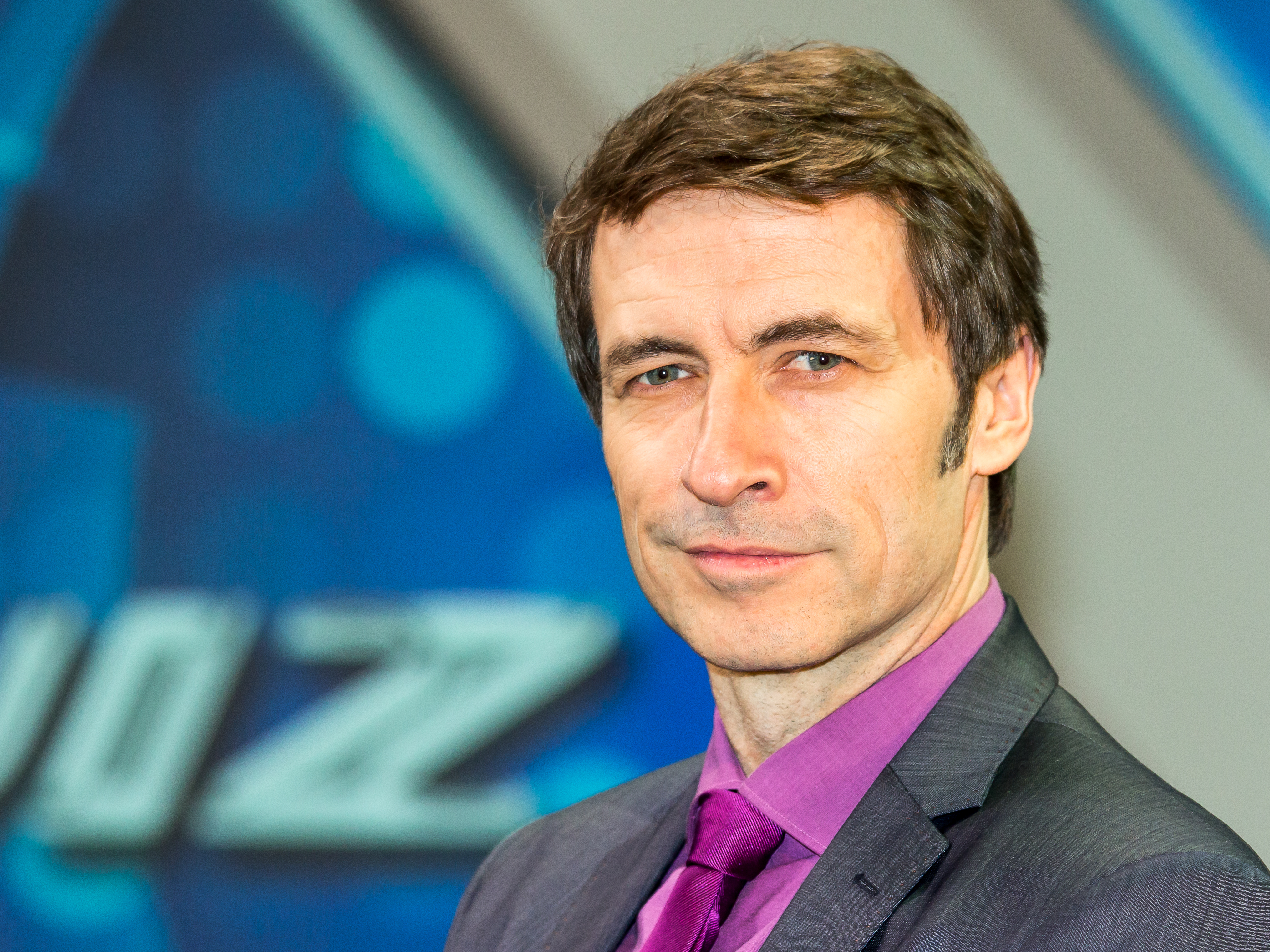
Guido Broscheit, 2016, in der Rolle als Moderator einer Quizsendung im Fernsehfilm Schnitzel geht immer

2008 hatte er seine erste Serienhauptrolle in der SAT.1-Krankenhausserie Klinik am Alex. Dort wirkte er in 27 Folgen als „smarter und karrierebewusster“ Oberarzt Dr. Kai Boscharski mit. Broscheit hatte u. a. Episodenrollen in den Fernsehserien Gute Zeiten, schlechte Zeiten (2007), Hallo Robbie! (2008), Die Rosenheim-Cops (2008), Küstenwache (2009), Lindenstraße (2009), In aller Freundschaft (2012) und Letzte Spur Berlin (2012). Seit 2012 spielt er eine Hauptrolle als international gefahndeter Wirtschaftkrimineller Bernhard Schmidt in der Social Webserie Soko Logik.

2009 trat Broscheit, unter anderem gemeinsam mit Steffen Groth und Gabriel Merz, in der Theaterproduktion Scene Bites im Heimathafen Neukölln auf.

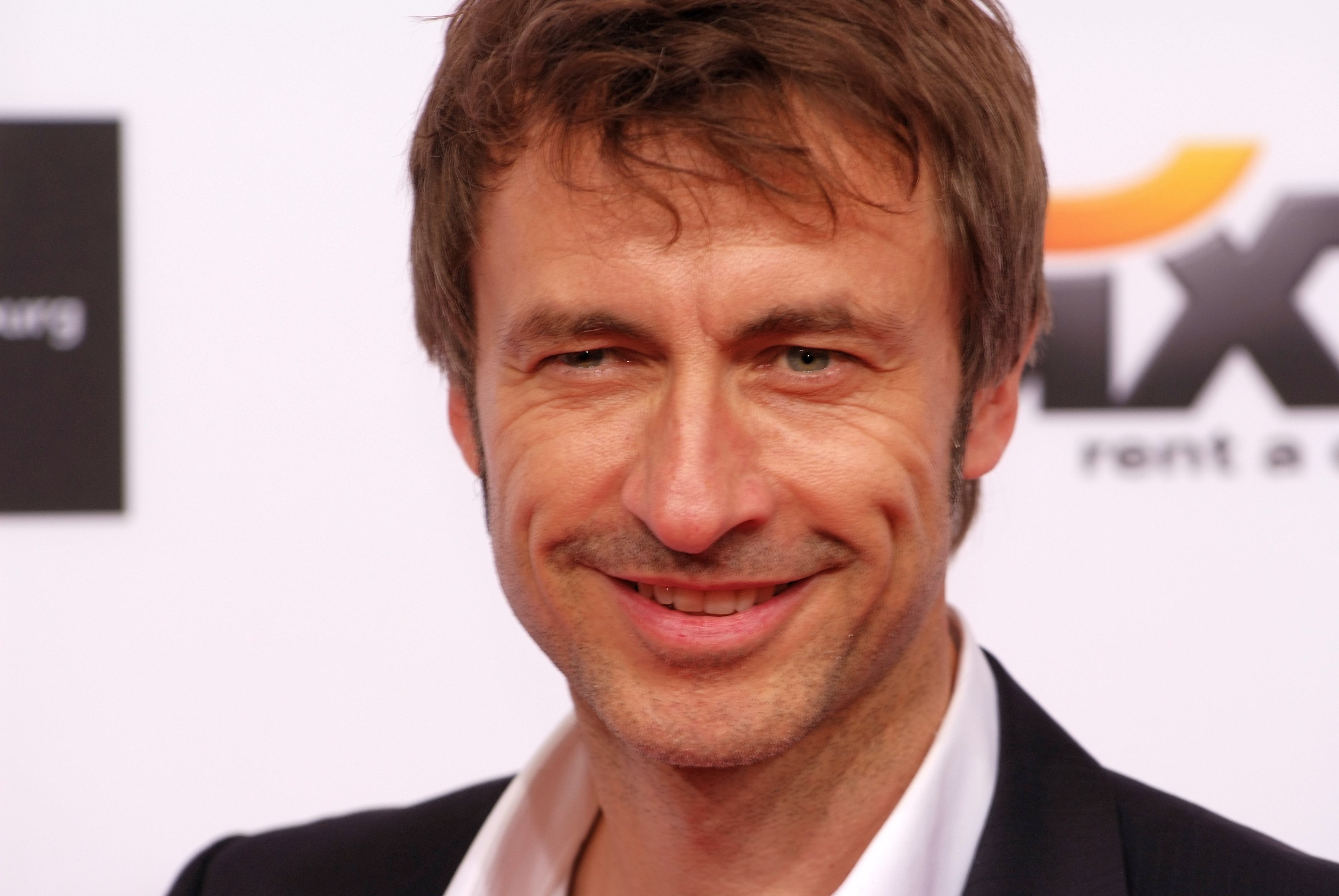
Guido Broscheit beim Studio Hamburg Nachwuchspreis 2012

Von November 2010 bis November 2011 war Broscheit in über 230 Folgen in der ARD-Fernsehserie Rote Rosen zu sehen. Dort verkörperte er in einer Hauptrolle den zwielichtigen Unternehmer Falk Landau. Ende 2012 übernahm er die Rolle des Konzernchefs Veit Bergmann in der ARD-Telenovela Sturm der Liebe, in der er den Vater der weiblichen Hauptfigur Marlene Schweitzer spielte.
Seit 2015 ist Guido Broscheit in verschiedenen SOKO-Formaten des ZDF zu sehen. In der vom SWR produzierten 6-teiligen Mini-Serie Pälzisch im Abgang übernahm Broscheit 2015 die Hauptrolle des Berliner Motivationstrainers und Life Coachs Micky Winkler. 2016 spielte an der Seite von Armin Rohde und Ludger Pistor in der TV-Komödie Schnitzel geht immer, die den Abschluss der mit dem Deutschen Comedypreis ausgezeichneten Schnitzel-Trilogie bildet und Anfang 2017 im Fernsehen erstausgestrahlt wurde. Im Jahr 2017 war er als psychiatrischer Oberarzt Dr. Martin Wolf in der Fernsehserie Gute Zeiten, schlechte Zeiten zu sehen. Außerdem spielte er in der Krimiserie Einstein in zwei Staffeln als Professor Berkenbusch mit. 
Seit 2018 gehört er als Kriminalhauptkommissar Markus Schulz, gemeinsam mit Sandra Borgmann und Eric Stehfest, dem Ermittlerteam der Sat.1-Thriller-Reihe Julia Durant ermittelt (nach den Romanvorlagen des Frankfurter Bestsellerautors Andreas Franz) an.
Anfang 2017 gründete Guido Broscheit die Filmproduktionsfirma dropkick pictures, die auf dem Gebiet der Entwicklung und Produktion von Spielfilmen und Serien für den nationalen und internationalen Markt tätig ist. Im Juli 2018 hatte der Kinofilm Ronny & Klaid auf dem Filmfest München seine Premiere. Broscheit war an dem Film sowohl als Hauptdarsteller, als auch als Produzent beteiligt.
Broscheit lebt seit 2001 in Berlin. Er ist aktiver Fußballspieler und Anhänger des HSV. 2003 rief er das Berliner Fußballteam der Rechtsanwälte „Team Berlin“ ins Leben, mit dem er als Mannschaftskapitän der Anwalts-Nationalmannschaft bereits einige Welt- und Europameisterschaften (Mundiavocat) gespielt hat. Im Sommer 2018 war er erstmals mit der deutschen Künstler-Nationalmannschaft mit einigen prominenten Kollegen bei der „Artfootball“ in Moskau dabei. Bei der Bundestagswahl 2025 unterstützte er öffentlich die CDU.

## Filmografie (Auswahl)
- 2002–2005: Das Strafgericht (Fernsehserie)
- 2005: Bewegte Männer (Fernsehserie, Folge: Das Walross)
- 2007: Alles was zählt (Fernsehserie, drei Folgen)
- 2008: Die Dinge zwischen uns
- 2008: Die Hitzewelle – Keiner kann entkommen (Fernsehfilm)
- 2008: Hallo Robbie! (Fernsehserie, Folge: Robbie und das Krokodil)
- 2008: Die Rosenheim-Cops (Fernsehserie, Folge: Mörderische Volksmusik)
- 2009: Horst Schlämmer – Isch kandidiere!
- 2009: Lindenstraße (Fernsehserie, zwei Folgen)
- 2009: Küstenwache (Fernsehserie, Folge: Bis dass der Tod uns scheidet)
- 2009–2012: Klinik am Alex (Fernsehserie, 27 Folgen, Serienrolle)
- 2010: Zurück zum Glück (Fernsehfilm)
- 2010: 380.000 Volt – Der große Stromausfall (Fernsehfilm)
- 2010–2011: Rote Rosen (Fernsehserie, 238 Folgen, Serienhauptrolle)
- 2011: Die Relativitätstheorie der Liebe
- 2012: Letzte Spur Berlin (Fernsehserie, Folge: Erlebensfall)
- 2012: In aller Freundschaft (Fernsehserie, Folge: Einsam oder zweisam?)
- 2013: Sturm der Liebe (Fernsehserie, 34 Folgen, Serienrolle)
- 2014: Die Fahnderin (Fernsehfilm)
- 2014: Mordsfreunde – Ein Taunuskrimi (Fernsehreihe)
- 2015: Nele in Berlin (Fernsehfilm)
- 2015: Pälzisch im Abgang (Fernsehserie, 6 Folgen, Serienrolle)
- 2016: Die Rosenheim-Cops (Fernsehserie, Folge: Schönheit hat ihren Preis)
- 2017: SOKO München (Fernsehserie, Folge: Dropouts)
- 2017: Schnitzel geht immer (Fernsehfilm)
- 2017: SOKO Kitzbühel (Fernsehserie, Folge: Vermächtnis)
- 2017: Zarah: Wilde Jahre (Fernsehserie, Folge: Deutschlands grausamste Emanze)
- 2017: Gute Zeiten, schlechte Zeiten (Fernsehserie, 36 Folgen, Serienrolle)
- 2017: Heldt (Fernsehserie, Folge: Unter die Haut)
- 2018: Ronny & Klaid (Kinofilm, Darsteller/Produzent)
- seit 2018: Julia Durant ermittelt (Fernsehreihe)
  - 2018: Jung, blond, tot
  - 2019: Kaltes Blut
  - 2019: Mörderische Tage
- 2018–2019: Einstein (Fernsehserie, 5 Folgen, Serienrolle)
- 2019: Notruf Hafenkante (Fernsehserie, Folge: Das Buddelschiff)
- 2019: Frau Jordan stellt gleich (Fernsehserie, Folge: Ritterinnen und Cowgirls)
- 2020: Die Hochzeit
- 2020: In aller Freundschaft (Fernsehserie, Folgen: Schicksalhafte Begegnungen, Nach dem Spiel ist vor dem Spiel, Schmerzhafte Vergangenheit, Gegenwind, Verwahrlost, Zwischen Leben und Tod)
- 2021: Inga Lindström: Rosenblüten im Sand (Fernsehreihe)
- 2022: Der Staatsanwalt (Fernsehserie, Folge: Schuld und Gewissen)
- 2022: Ella Schön: Freischwimmer (Fernsehreihe)
- seit 2022: Ulrich Wetzel – Das Strafgericht (Fernsehserie)
- 2023: SOKO Stuttgart (Fernsehserie, Folge: Blutiges Wiedersehen)
- 2023: Seneca – Oder: Über die Geburt von Erdbeben
- 2023: Der Alte (Fernsehserie, Folge: Der große Bruder)
- 2023: Lena Lorenz: Krank vor Sorge (Fernsehreihe)
- 2023: Landfrauen – Wir können auch anders! (Fernsehfilm)
- 2023: Geheimkommando Familie (Fernsehfilm)
- 2024: Watzmann ermittelt (Fernsehserie, Folge: Blutiges Wiedersehen)
- 2025: Morden im Norden (Fernsehserie, Folge: Raues Klima)